# Trachystylis
Trachystylis  S.T.Blake é um género botânico pertencente à família Cyperaceae.

## Espécies
- Trachystylis foliosa
- Trachystylis stradbrokensis